# Robert Johnson (Komponist)

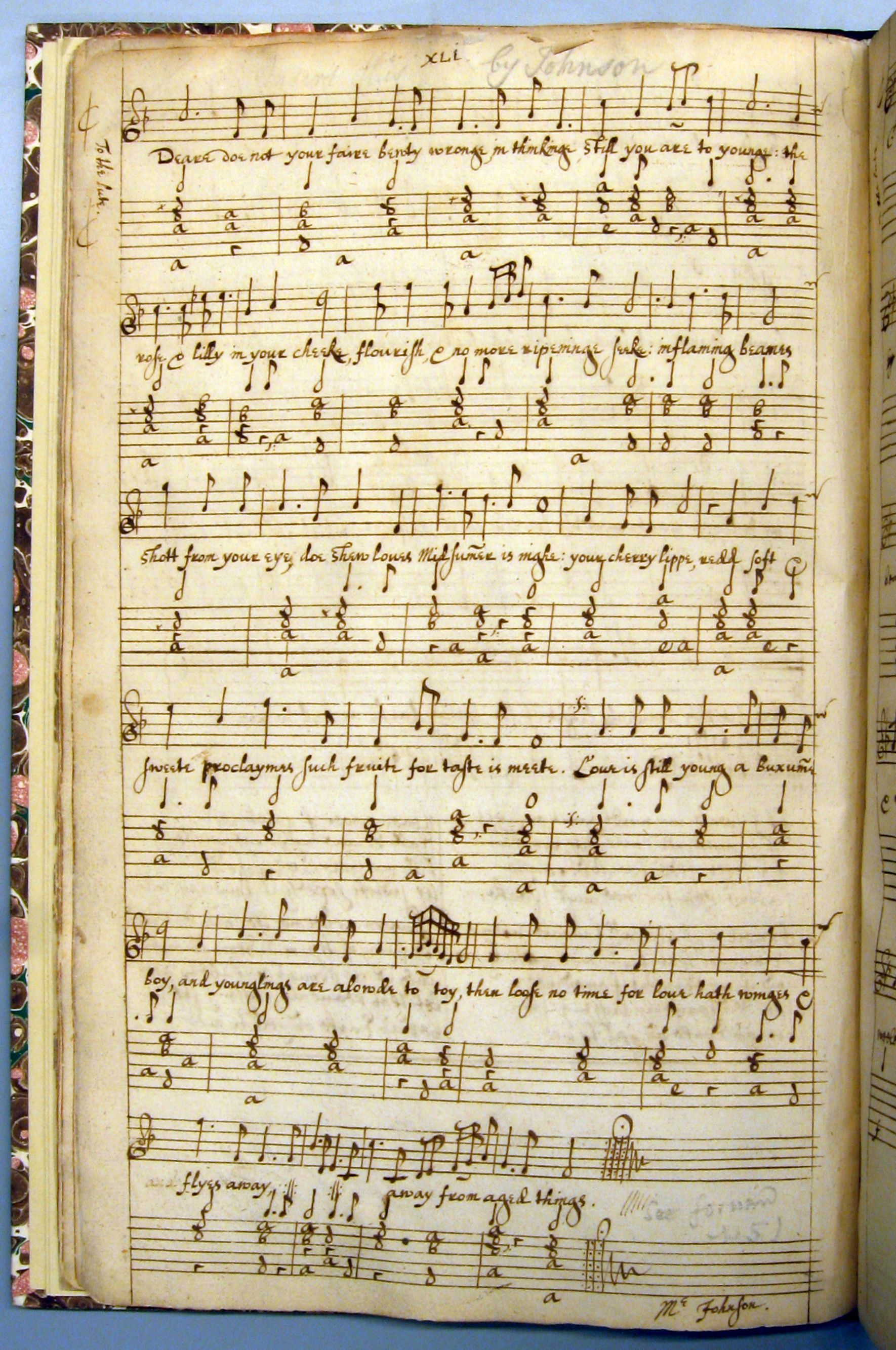
Deare doe not your faire beuty wronge von Robert Johnson

Robert Johnson (* um 1583 in London; † 26. November 1633 ebenda) war ein englischer Komponist und Lautenist.

## Leben
Robert Johnson war der Sohn von John Johnson, dem Lautenisten am Hof von Elisabeth I. Er wirkte als Lautenspieler am Hof Jakobs I. Hier verfasste er vor allem Musik für die höfischen Maskenspiele und Vergnügungen des Jakobinischen Zeitalters. Nach 1604 war er Lautenist der königlichen Private Musick. Später wurde er bis zu dessen Tod 1612 der Lautenlehrer des Prinzen Henry und stand bis 1633 in Diensten am Hofe Karls. I. als Composer for Lute and Voices.
Johnson arbeitete oft mit Dichtern und Dramatikern seiner Zeit wie Ben Jonson oder Francis Beaumont zusammen, mit John Fletcher ergab sich eine regelmäßige Zusammenarbeit. Von 1610 bis 1617 war er Komponist für William Shakespeares Theaterkompanie, die King’s Men. Bekannt ist seine Originalbühnenmusik für Der Sturm. Daneben schrieb er einige Catches und Trinklieder, Werke für Laute und einige instrumentale Tänze.
Robert Johnsons Musik zeichnet sich durch eine einfachere und melodischere Gestaltung als die der anspruchsvolleren Kompositionen seines Vaters aus.